# Ragna Steinberg
Ragna Steinberg, född 16 november 1892 i Kristiania, död 5 oktober 1976 i Oslo, var en norsk målare och tecknare.
Hon studerade konst för Per Krohg, Torstein Torsteinson och Bjarne Engebret vid Statens håndverks- og kunstindustriskole i Oslo. Hon medverkade i Statens Kunstutstilling första gången 1931 och var representerad i Den Officielle Norske Kunstutstilling i Köpenhamn 1947 och i Nordiska Konstnärinnors utställning som visades på Liljevalchs konsthall i Stockholm 1948.